# Tancredi
Tancredi é um melodrama heroico (melodramma eroico) (ópera-séria) dividido em dois atos, com música de Gioachino Rossini e libreto de Gaetano Rossi. Rossi escreveu o libreto como adaptação da tragédia homônima (Tancrèdes) de Voltaire. A estreia da ópera se deu em 6 de fevereiro de 1813, no teatro La Fenice, em Veneza. Porém, devido a indisposição dos cantores que interpretavam os dois papéis principais, a récita foi interrompida na metade do segundo ato. A obra completa só foi apresentada em 11 de fevereiro daquele ano. A abertura, emprestada de La pietra del paragone é frequentemente interpretada em concerto e gravada, e constitui-se um dos exemplos mais populares do estilo característico de Rossini. Stendhal, primeiro biógrafo de Rossini, a considerava como "grande dentre as obras-primas do compositor", e descreveu-a como "um verdadeiro trovão num céu claro e azul para a cena lírica italiana". O libretista Gaetano Rossi disse que, com isso, "Rossini alcançou a glória". Richard Osborne proclama esta como "sua ópera-séria plenamente desenvolvida, e que estabeleceu-o, mais ou menos instantaneamente, como o principal compositor de ópera contemporânea da Itália".  
A versão original possui um final feliz, como requere a tradição da ópera-séria. Porém, logo após a estreia em Veneza, Rossini - que, como nota Servadio, era mais neo-clássico do que romântico - pediu ao poeta Luigi Lechi que retrabalhasse o libreto a fim de emular o final trágico original de Voltaire. Neste novo final, apresentado em 21 de março de 1813 no Teatro Comunale em Ferrara, Tancredi vence a batalha, porém, é mortalmente ferido, e só então descobre que Amenaide jamais o traíra. Argirio casa os dois amantes a tempo de Tancredi morrer nos braços de sua esposa.  
Conforme declarado por Philip Gosset e Patricia Brauner, foi a redescoberta da partitura deste final em 1974 (embora Gosset em outro lugar apresente evidência de que foi em 1976) que resultou na versão que usualmente se apresenta hoje.  

## Composição
Tancredi foi composta na Vila Pliniana, e, como outras óperas de Rossini, foi composta em curto tempo (três meses e meio).